# Чемпіонат світу з легкої атлетики в приміщенні 1995
Чемпіонат світу з легкої атлетики в приміщенні 1995 відбувся 10-12 березня в Барселоні в «Палау-Сант-Жорді».
На першості в Іспанії вперше в історії змагань були розіграні медалі з багатоборства (семиборство у чоловіків та п'ятиборство у жінок). На попередній першості ці дисципліни були представлені як показові.

## Призери

### Чоловіки
| Дисципліни            | Золото                                              | Золото   | Срібло                                                       | Срібло  | Бронза                                                       | Бронза  |
| --------------------- | --------------------------------------------------- | -------- | ------------------------------------------------------------ | ------- | ------------------------------------------------------------ | ------- |
| 60 метрів             | Бруні Сурін Канада                                  | 6,46 CR  | Даррен Брейтвейт Велика Британія                             | 6,51    | Роберт Есмі Канада                                           | 6,55    |
| 200 метрів            | Гейр Мун Норвегія                                   | 20,58    | Трой Дуглас Бермудські Острови                               | 20,94   | Себастьян Кейтель Чилі                                       | 20,98   |
| 400 метрів            | Дарнелл Голл США                                    | 46,17    | Сандей Бада Нігерія                                          | 46,38   | Михайло Вдовін Росія                                         | 46,65   |
| 800 метрів            | Клайв Террелонге Ямайка                             | 1.47,30  | Бенсон Коеч Кенія                                            | 1.47,51 | Павел Соукуп Чехія                                           | 1.47,74 |
| 1500 метрів           | Гішам ель Герруж Марокко                            | 3.44,54  | Матео Канельяс Іспанія                                       | 3.44,85 | Ерік Недо США                                                | 3.44,91 |
| 3000 метрів           | Дженнаро ді Наполі Італія                           | 7.50,89  | Анаклето Гіменес Іспанія                                     | 7.50,98 | Брахім Джаббур Марокко                                       | 7.51,42 |
| 60 метрів з бар'єрами | Аллен Джонсон США                                   | 7,39 CR  | Кортні Гокінс США                                            | 7,41    | Тоні Джарретт Велика Британія                                | 7,42    |
| 4×400 метрів          | СШАРод Толберт Келвін Девіс Тод Лонг Френкі Атвотер | 3.07,37  | ІталіяФабіо Гроссі Андреа Нуті Роберто Маццолені Ашраф Сабер | 3.09,12 | ЯпоніяКан Масайосі Інагакі Сейдзі Оно Томонарі Гіроюсі Гаякі | 3.09,73 |
| Стрибки у висоту      | Хав'єр Сотомайор Куба                               | 2,38     | Ламброс Папакостас Греція                                    | 2,35    | Тоні Бартон США                                              | 2,32    |
| Стрибки з жердиною    | Сергій Бубка Україна                                | 5,90     | Ігор Потапович Казахстан                                     | 5,80    | Окерт Брітс ПАРАндрій Тивончик Німеччина                     | 5,75    |
| Стрибки в довжину     | Іван Педросо Куба                                   | 8,51 CR  | Маттіас Суннеборн Швеція                                     | 8,20    | Ерік Волдер США                                              | 8,14    |
| Потрійний стрибок     | Браян Веллман Бермудські Острови                    | 17,72 CR | Йоельбі Кесада Куба                                          | 17,62   | Серж Елан Франція                                            | 17,06   |
| Штовхання ядра        | Міка Галварі Фінляндія                              | 20,74    | Сі Джей Гантер США                                           | 20,58   | Драган Перич Югославія                                       | 20,36   |
| Семиборство           | Крістіан Плазья Франція                             | 6246     | Томаш Дворжак Чехія                                          | 6169    | Генрік Дагард Швеція                                         | 6142    |

### Жінки
| Дисципліни            | Золото                                                                  | Золото    | Срібло                                                                | Срібло  | Бронза                                           | Бронза  |
| --------------------- | ----------------------------------------------------------------------- | --------- | --------------------------------------------------------------------- | ------- | ------------------------------------------------ | ------- |
| 60 метрів             | Мерлін Отті Ямайка                                                      | 6,97      | Мелані Пашке Німеччина                                                | 7,10    | Карлетт Гудрі США                                | 7,11    |
| 200 метрів            | Мелінда Гейнсфорд Австралія                                             | 22,64     | Полін Девіс Багамські Острови                                         | 22,68   | Наталія Воронова Росія                           | 23,01   |
| 400 метрів            | Ірина Привалова Росія                                                   | 50,23 CR  | Сенді Річардс Ямайка                                                  | 51,38   | Данієла Георгієва Болгарія                       | 51,78   |
| 800 метрів            | Марія Мутола Мозамбік                                                   | 1.57,62   | Олена Афанасьєва Росія                                                | 1.59,79 | Летиція Врісде Суринам                           | 2.00,36 |
| 1500 метрів           | Реджина Джекобс США                                                     | 4.12,61   | Карла Сакраменту Португалія                                           | 4.13,02 | Майте Суньїга Іспанія                            | 4.16,63 |
| 3000 метрів           | Габріела Сабо Румунія                                                   | 8.54,50   | Лінн Дженнінгс США                                                    | 8.55,23 | Джоан Несбіт США                                 | 8.56,08 |
| 60 метрів з бар'єрами | Альюска Лопес Куба                                                      | 7,92      | Ольга Шишигіна Казахстан                                              | 7,92    | Бригита Буковець Словенія                        | 7,93    |
| 4×400 метрів          | РосіяТетяна Чебикіна Олена Рузіна Катерина Кулікова Світлана Гончаренко | 3.29,29   | ЧехіяНадія Костовалова Гелена Дзюрова Гана Бенешова Людмила Форманова | 3.30,27 | СШАНелре Паша Таня Дулі Кім Грем Фліртіша Гарріс | 3.31,43 |
| Стрибки у висоту      | Аліна Астафей Німеччина                                                 | 2,01      | Брітта Білач Словенія                                                 | 1,99    | Гайке Генкель Німеччина                          | 1,99    |
| Стрибки в довжину     | Людмила Галкіна Росія                                                   | 6,95      | Ірина Мушаїлова Росія                                                 | 6,90    | Сюзен Тідтке Німеччина                           | 6,90    |
| Потрійний стрибок     | Йоланда Чен Росія                                                       | 15,03 WIR | Іва Пранджева Болгарія                                                | 14,71   | Жень Жуйпін КНР                                  | 14,37   |
| Штовхання ядра        | Катрін Наймке Німеччина                                                 | 19,40     | Конні Прайс-Сміт США                                                  | 19,12   | Гріт Гаммер Німеччина                            | 19,02   |
| П'ятиборство          | Світлана Москалець Росія                                                | 4834 CR   | Кім Картер США                                                        | 4632    | Ірина Тюхай Росія                                | 4622    |

## Медальний залік
| Місце               | Країна              | Золото | Срібло | Бронза | Загалом |
| ------------------- | ------------------- | ------ | ------ | ------ | ------- |
| 1                   | Росія               | 5      | 2      | 3      | 10      |
| 2                   | США                 | 4      | 5      | 6      | 15      |
| 3                   | Куба                | 3      | 1      | 0      | 4       |
| 4                   | Німеччина           | 2      | 1      | 4      | 7       |
| 5                   | Ямайка              | 2      | 1      | 0      | 3       |
| 6                   | Італія              | 1      | 1      | 0      | 2       |
| 6                   | Бермудські Острови  | 1      | 1      | 0      | 2       |
| 8                   | Канада              | 1      | 0      | 1      | 2       |
| 8                   | Марокко             | 1      | 0      | 1      | 2       |
| 8                   | Франція             | 1      | 0      | 1      | 2       |
| 11                  | Австралія           | 1      | 0      | 0      | 1       |
| 11                  | Мозамбік            | 1      | 0      | 0      | 1       |
| 11                  | Норвегія            | 1      | 0      | 0      | 1       |
| 11                  | Румунія             | 1      | 0      | 0      | 1       |
| 11                  | Україна             | 1      | 0      | 0      | 1       |
| 11                  | Фінляндія           | 1      | 0      | 0      | 1       |
| 17                  | Іспанія             | 0      | 2      | 1      | 3       |
| 17                  | Чехія               | 0      | 2      | 1      | 3       |
| 19                  | Казахстан           | 0      | 2      | 0      | 2       |
| 20                  | Болгарія            | 0      | 1      | 1      | 2       |
| 20                  | Велика Британія     | 0      | 1      | 1      | 2       |
| 20                  | Словенія            | 0      | 1      | 1      | 2       |
| 20                  | Швеція              | 0      | 1      | 1      | 2       |
| 24                  | Багамські Острови   | 0      | 1      | 0      | 1       |
| 24                  | Греція              | 0      | 1      | 0      | 1       |
| 24                  | Кенія               | 0      | 1      | 0      | 1       |
| 24                  | Нігерія             | 0      | 1      | 0      | 1       |
| 24                  | Португалія          | 0      | 1      | 0      | 1       |
| 29                  | Югославія           | 0      | 0      | 1      | 1       |
| 29                  | КНР                 | 0      | 0      | 1      | 1       |
| 29                  | ПАР                 | 0      | 0      | 1      | 1       |
| 29                  | Суринам             | 0      | 0      | 1      | 1       |
| 29                  | Чилі                | 0      | 0      | 1      | 1       |
| 29                  | Японія              | 0      | 0      | 1      | 1       |
| Загалом (34 збірні) | Загалом (34 збірні) | 27     | 27     | 28     | 82      |